# 錢的戰爭 (日本電視劇)
《錢的戰爭》，是2015年1月至3月於日本關西電視台每週二火十時段（22:00 - 22:54，JST）播出的電視連續劇，改編自韓國漫畫家朴寅權的同名作品，由草彅剛主演。

## 劇情概要
白石富生（草彅剛 飾）自東京大學畢業後，在知名外資證券公司上班，已有未婚妻，生活平順。某日，父親卻因高額借貸，走投無路而割頸自殺。身為連帶保證人的富生，除了拿出自己的存款償還欠債，亦被債務逼得焦頭爛額，不僅被債主追債、婚約解除，亦被原就職的證券公司解雇，富生陷入了流浪漢般的處境。為了改變現狀，富生選擇在某家名為「赤松金融」的公司上班。但此間公司表面上看似正派經營，實際上卻是鑽法律漏洞的高利貸公司。但那時候的富生並不知道赤松金融的社長赤松大介，還有青池金融的社長，竟然跟父親的死有關……
而無處可住的富生，此時借居在高中老師家中，老師的女兒紺野未央（大島優子 飾）和富生因而相識……。

## 登場角色

### 主要人物
- 白石富生（36歲）：草彅剛[5]（少年時期：酒井天滿）

主角，父親借款自殺後，舉債度日，誓言償清借款並進了赤松金融工作。
- 紺野未央（26歲）：大島優子[1]

父親紺野洋為富生的高中老師，父親被赤松金融追債，稱呼富生為[500円]，喜歡富生。
- 青池梢（27歲）：木村文乃

富家女，原為主角富生的未婚妻，被欠債的富生主動提出分手，然而她對於青池金融跟富生父親的死之間的關係卻一直被蒙在鼓裡。

### 赤松金融
- 赤松大介（45歲）：渡部篤郎[6]

嗜錢如命的高利貸社長
- 櫻田慎一（24歲）：高田翔（小傑尼斯）

赤松金融負責追債的小嘍囉
- 圓茜（22歲）：新川優愛

赤松金融的會計

### 白石家
- 白石孝夫（66歲）：志賀廣太郎（日语：志賀廣太郎）

主角富生的父親，舉債後自殺
- 白石三保子（60歲）：木野花（日语：木野花）

主角富生的母親
- 白石光太郎（26歲）：玉森裕太（kis-My-Ft2，特別出演）

主角富生的弟弟，大學研究所就讀中

### 其他
- 紅谷裕藏（77歲）：津川雅彥

赤松大介的師父，老道的放款人，手中握有300億的龐大資金
- 青池早和子（68歲）：翁倩玉

青池梢的祖母
- 紺野洋（58歲）：大杉漣

紺野未央的父親，因心軟為親戚向高利貸借款500萬
- 目黑桃子：朝倉繪梨香（日语：朝倉えりか）

紺野未央的櫃檯同事

### 客串角色
註：登場次數多於一集的角色會在括號內註明集數。

#### 第1集
- 植草守：丸山智己（日语：丸山智己）（第2集－第4集）

對紺野未央有好感的餐飲集團少東
- 黑田：飯田基祐（日语：飯田基祐）（第2集，第9集－第10集）

富生的前上司，一心辭退富生的主管
- 金原：岡山一（第5集－第6集）

白色化學公司董事。
- 灰谷：中林大樹（日语：中林大樹）（第8集，第11集）

富生在大學時代的學弟。因經營電子遊戲而成功，白石富生向其借錢
- 土田正之：拉夏板前（日语：ラッシャー板前）

紺野家的親戚。向紺野借錢，使紺野向赤松金融借款
- 土田順子：川俣忍（日语：川俣しのぶ）

紺野家的親戚，土田正之的妻子
- 灰原達之：中居正廣（以電視劇《浪花金融道》角色客串）[7]
- 桑田澄男：小林薰（以電視劇《浪花金融道》角色客串）

#### 第2集
- 佐佐木（ササキ）：宇梶剛士（日语：宇梶剛士）

佐佐木食堂老闆
- 真司：金井勇太（日语：金井勇太）（第4集）

白石富生的流浪漢朋友，向富生道出紅谷裕藏的真實身分

#### 第3集
- 植草睦子：立石涼子（第4集）

植草的母親。
- 黃川恵子：中島亞梨沙

睦子的女兒，花店老闆娘。為了守護母親的店因而借款週轉

#### 第4集
- 大黑恭二：高杉亘（第10話）

欠下大筆債務的黑道集團首領熱門人選
- 黃金澤猛：野添義弘

黑道集團組長

#### 第5集
- 藍澤惠美：安藤玉惠

貴也的妻子。對於丈夫經營的美容院財務惡化感到憂心
- 藍澤貴也：坪倉由幸

惠美的丈夫。美容院拓店計畫失敗，唯一留下的店顧客也不多，經營陷入困境，苦思翻身之道
- 藍澤遥：上白石萌歌

惠美與貴也的女兒

#### 第8集
- 水越禮二：淺野和之

專利廳審査5部（化學部門）審査長。受青池早和子指使，刻意延遲白色化工的專利申請核准日期
- 打工族：笠原秀幸（第10話）

白石富生的學弟。原本是公司大老闆，對欠債的白石富生百般羞辱。因被人騙走鉅款，最終落得公司倒閉

## 製作人員
- 劇本：後藤法子（日语：後藤法子）
- 配樂：菅野祐悟
- 導演：三宅喜重（日语：三宅喜重）、白木啓一郎、鈴木浩介
- 製作人：三宅喜重、河西秀幸
- 總製作人：笠置高弘
- 旁白：松元真一郎
- 主題曲：〈華麗なる逆襲〉SMAP
- 製作電視台：關西電視台

## 獎項
- 第84回日劇學院賞主演男優賞：草彅剛

## 播出日程與收視率
- 收視率最高值以紅色表示，收視率最低值以蓝色表示。

| 集數                                                    | 播出日期 | 標題                                                                                      | 導演                | 收視率 | 備註           |
| ------------------------------------------------------- | -------- | ----------------------------------------------------------------------------------------- | ------------------- | ------ | -------------- |
| 第1話                                                   | 1月6日   | 菁英跌入借錢地獄… 愛情、金錢、人生全部取回！ 壯絕復仇劇今晚展開！                         | 三宅喜重            | 14.1%  | 兩小時加長版   |
| 第2話                                                   | 1月13日  | 身陷金錢地獄的流浪漢掙扎脫困                                                              | 三宅喜重            | 11.9%  | 延後10分鐘播出 |
| 第3話                                                   | 1月20日  | 開始成為討債人…… 這世上錢比愛重要？ 向恩師殘酷的催收……賺進大把金錢！                      | 白木啓一郎          | 12.1%  |                |
| 第4話                                                   | 1月27日  | 一攫千金還清欠債？向黑道討回一億元呆帳！ 愛恨…… 原未婚妻的危險陷阱                        | 三宅喜重            | 13.1%  |                |
| 第5話                                                   | 2月3日   | 發現真相！父親竟和赤松金融有關聯…… 父親是被那傢伙所殺！？復仇！                           | 白木啓一郎          | 12.6%  |                |
| 第6話                                                   | 2月10日  | 終於爆發！因錢而生的仇恨 以錢復仇！靠腦袋攻擊！                                           | 三宅喜重            | 11.9%  |                |
| 第7話                                                   | 2月17日  | 難以攻陷！奪取宿敵隱藏的大筆金錢…… 愛恨的加速                                             | 鈴木浩介            | 14.4%  |                |
| 第8話                                                   | 2月24日  | 新敵人！真正錯的人是誰…… 被愛擺布的女人                                                   | 三宅喜重            | 12.6%  |                |
| 第9話                                                   | 3月3日   | 為了宿敵的反擊而與原未婚妻聯手！藏在地下的20億攻防戰…… 決定奪走！別把父親的公司交給那傢伙 | 鈴木浩介            | 14.0%  |                |
| 第10話                                                  | 3月10日  | 從宿敵奪來的20億… 加倍賺回拿回父親的公司！復仇終結                                        | 三宅喜重            | 13.9%  | 延長15分鐘     |
| 最終話                                                  | 3月17日  | 20億的策略！所有的復仇都將結束… 為愛所下的決定                                            | 白木啓一郎 鈴木浩介 | 15.4%  | 延長15分鐘     |
| 平均收視率13.4%（收視率由Video Research於關東地區統計） |          |                                                                                           |                     |        |                |

## 外部連結
- 關西電視台官方網站 （日語）
- 錢的戰爭－富士電視台 （日語）
- 金錢戰爭－緯來日本台 （页面存档备份，存于）（繁體中文）

## 節目的變遷
| 關西電視台 關西電視台、富士電視台週二晚間十點連續劇 | 關西電視台 關西電視台、富士電視台週二晚間十點連續劇 | 關西電視台 關西電視台、富士電視台週二晚間十點連續劇 |
| --------------------------------------------------- | --------------------------------------------------- | --------------------------------------------------- |
|                                                     | 錢的戰爭 （2015年1月6日－2015年3月17日）            |                                                     |
| 出色的選TAXI （2014年10月14日－12月16日）           | 戰鬥吧！書店女孩 （2015年4月14日－6月9日）          |                                                     |

| 臺灣 緯來日本台 星期一至五 22:00 - 23:00 | 臺灣 緯來日本台 星期一至五 22:00 - 23:00 | 臺灣 緯來日本台 星期一至五 22:00 - 23:00 |
| ---------------------------------------- | ---------------------------------------- | ---------------------------------------- |
|                                          | 金戰爭 （2015.7.9 - 2015.7.24）          |                                          |
| 約會大作戰 （2015.6.25 - 2015.7.8）        | （2015.7.27 - 2015.8.10）                |                                          |